# I. e. 623
Évszázadok: i. e. 8. század – i. e. 7. század – i. e. 6. század
Évtizedek: i. e. 670-es évek – i. e. 660-as évek – i. e. 650-es évek – i. e. 640-es évek – i. e. 630-as évek – i. e. 620-as évek – i. e. 610-es évek – i. e. 600-as évek – i. e. 590-es évek – i. e. 580-as évek – i. e. 570-es évek
Évek: i. e. 628 – i. e. 627 – i. e. 626 – i. e. 625 –  i. e. 624 – i. e. 623 – i. e. 622 – i. e. 621 – i. e. 620 – i. e. 619 – i. e. 618

## Események
- Dér város fellázad Asszíria uralma ellen.
- Assur-etelli-iláni utoljára szerepel a babiloni forrásokban datálási szerepben.
- Szín-sum-lisir asszír trónkövetelő említése az ezen a helyen töredékes babiloni krónikában.